# Japan op de Olympische Zomerspelen 1992
Japan nam deel aan de Olympische Zomerspelen 1992 in Barcelona, Spanje.

## Medailleoverzicht
| Sport            | Olympiër | Onderdeel                  | Medaille |
| ---------------- | --- | -------------------------- | -------- |
| Judo             | Toshihiko Koga | -71kg (m)                  | Goud     |
| Judo             | Hidehiko Yoshida | -78kg (m)                  | Goud     |
| Zwemmen          | Kyoko Iwasaki | 200m schoolslag (v)        | Goud     |
| Atletiek         | Koichi Morishita | marathon (m)               | Zilver   |
| Atletiek         | Yuko Arimori | marathon (v)               | Zilver   |
| Gymnastiek       | Yukio Iketani | vloer (m)                  | Zilver   |
| Judo             | Naoya Ogawa | +95kg (m)                  | Zilver   |
| Judo             | Ryoko Tani | -48kg (v)                  | Zilver   |
| Judo             | Noriko Mizoguchi | -52kg (v)                  | Zilver   |
| Judo             | Yoko Tanabe | -72kg (v)                  | Zilver   |
| Schietsport      | Kazumi Watanabe | trap                       | Zilver   |
| Gymnastiek       | Masayuki Matsunaga Daisuke Nishikawa Yutaka Aihara Takashi Chinen Yoshiaki Hatakeda Yukio Iketani | meerkamp team (m)          | Brons    |
| Gymnastiek       | Masayuki Matsunaga | brug (m)                   | Brons    |
| Honkbal          | Shigeki Wakabayashi Katsumi Watanabe Yasunori Takami Akihiro Togo Koji Tokunaga Yasuhiro Sato Masanori Sugiura Kento Sugiyama Koichi Oshima Hiroyuki Sakaguchi Shinichi Sato Hiroshi Nakamoto Kazutaka Nishiyama Masafumi Nishi Hirotami Kojima Hiroki Kokubo Takashi Miwa Tomohito Ito Shinichiro Kawabata Masahito Kohiyama | mannen                     | Brons    |
| Judo             | Tadanori Koshino | -48kg (m)                  | Brons    |
| Judo             | Hirotaka Okada | -86kg (m)                  | Brons    |
| Judo             | Chiyori Tateno | -56kg (v)                  | Brons    |
| Judo             | Yoko Sakaue | +72kg (v)                  | Brons    |
| Schietsport      | Ryohei Koba | 50m geweer 3 houdingen (m) | Brons    |
| Synchroonzwemmen | Fumiko Okuno | solo                       | Brons    |
| Synchroonzwemmen | Fumiko Okuno Aki Takayama | duet                       | Brons    |
| Worstelen        | Takashi Kobayashi | -68kg vrije stijl (m)      | Brons    |

## Deelnemers en resultaten

### Atletiek
| Olympiër                                                      | Onderdeel                | Resultaat | Prestatie                                                                                            |
| ------------------------------------------------------------- | ------------------------ | --------- | --- |
| Shinji Aoto                                                   | 100m (m)                 | 23e       | serie 10: 5de in 10,54 kwartfinale 4: 7de in 10,53                                                   |
| Satoru Inoue                                                  | 100m (m)                 | 22e       | serie 1: 2de in 10,48 kwartfinale 3: 5de in 10,50                                                    |
| Tatsuo Sugimoto                                               | 100m (m)                 | 33e       | serie 9: 4de in 10,56                                                                                |
| Susumu Takano                                                 | 400m (m)                 | 8e        | serie 6: 2de in 45,96 kwartfinale 2: 2de in 45,27 halve finale 1: 4de in 45,09 finale: 8ste in 45,18 |
| Takahiro Watanabe                                             | 400m (m)                 | 34e       | serie 9: 5de in 46,45                                                                                |
| Sakae Osaki                                                   | 10000m (m)               | 8e        | serie 2: 14de in 29.20,01                                                                            |
| Haruo Urata                                                   | 10000m (m)               | 14e       | serie 1: 11de in 28.24,08 finale: 14de in 28.37,61                                                   |
| Toshihiko Iwasaki                                             | 110m horden (m)          | 20e       | serie 4: 6de in 13,78 kwartfinale 1: 7de in 13,88                                                    |
| Yoshihiko Saito                                               | 400m horden (m)          | 17e       | serie 7: 4de in 49,01                                                                                |
| Kazuhiko Yamazaki                                             | 400m horden (m)          | 29e       | serie 2: 4de in 50,30                                                                                |
| Shinji Aoto Hisatsugu Suzuki Satoru Inoue Tatsuo Sugimoto     | 4x100m (m)               | 6e        | serie 1: 3de in 39,16 halve finale 1: 4de in 38,81 finale: 6de in 38,77                              |
| Masayoshi Kan Susumu Takano Yoshihiko Saito Takahiro Watanabe | 4x400m (m)               | 9e        | serie 1: 3de in 3.01,35                                                                              |
| Koichi Morishita                                              | marathon (m)             | Zilver    | 2:13.45                                                                                              |
| Takeyuki Nakayama                                             | marathon (m)             | 4e        | 2:14.02                                                                                              |
| Hiromi Taniguchi                                              | marathon (m)             | 8e        | 2:14.42                                                                                              |
| Fumio Imamura                                                 | 50km snelwandelen (m)    | 18e       | 4:07.45                                                                                              |
| Tadahiro Kosaka                                               | 50km snelwandelen (m)    | 24e       | 4:14.24                                                                                              |
| Takehiro Sonohara                                             | 50km snelwandelen (m)    | 22e       | 4:13.22                                                                                              |
| Fumio Imamura                                                 | verspringen (m)          | 17e       | kwalificatie: 17de met 7,79m                                                                         |
| Norifumi Yamashita                                            | hink-stap-springen (m)   | 30e       | kwalificatie: 30ste met 15,97m                                                                       |
| Hiroyuki Sano                                                 | polsstokhoogspringen (m) | DNF       | kwalificatie groep B: geen geldige poging                                                            |
| Masami Yoshida                                                | speerwerpen (m)          | 23e       | kwalificatie groep B: 12de met 73,88m                                                                |
|                                                               |                          |           | |
| Miki Igarashi                                                 | 10000m (v)               | 14e       | serie 2: 10de in 32.45,47 finale: 14de in 32.09,58                                                   |
| Izumi Maki                                                    | 10000m (v)               | 12e       | serie 1: 6de in 32.07,91 finale: 12de in 31.55,06                                                    |
| Hiromi Suzuki                                                 | 10000m (v)               | 40e       | serie 1: 18de in 34.29,64                                                                            |
| Yuko Arimori                                                  | marathon (v)             | Zilver    | 2:32.49                                                                                              |
| Yumi Kokamo                                                   | marathon (v)             | 29e       | 2:58.18                                                                                              |
| Sachiko Yamashita                                             | marathon (v)             | 4e        | 2:36.26                                                                                              |
| Miki Itakura                                                  | 10km snelwandelen (v)    | 23e       | 47.11                                                                                                |
| Yuko Sato                                                     | 10km snelwandelen (v)    | 24e       | 47.43                                                                                                |
| Megumi Sato                                                   | hoogspringen (v)         | 7e        | kwalificatie groep B: 8ste met 1,92m finale: 7de met 1,91m                                           |

### Badminton
| Olympiër                      | Onderdeel      | Resultaat | Prestatie |
| ----------------------------- | -------------- | --------- | --- |
| Fumihiko Machida              | enkelspel (m)  | 17e       | 1ste ronde: W van POL Hankiewicz: 2-1 (9-15, 15-13, 15-3) 2de ronde: V van DEN Larsen: 0-2 (2-15, 4-15)                                                     |
| Hideaki Motoyama              | enkelspel (m)  | 17e       | 1ste ronde: W van ESP Serrano: 2-0 (15-9, 15-10) 2de ronde: V van MAS Sidek: 0-2 (3-15, 2-15)                                                               |
| Shuji Matsuno Shinji Matsuura | dubbelspel (m) | 5e        | 1ste ronde: W van RSA Kriel/Meerholz: 2-0 (15-4, 15-2) 2de ronde: W van HKG Chan/Ng: 2-0 (18-16, 15-6) kwartfinale: V van MAS Sidek/Sidek: 0-2 (5-15, 4-15) |
| Fumihiko Machida Koji Miya    | dubbelspel (m) | 17e       | 1ste ronde: V van GBR Goode/Hunt: 1-2 (10-15, 15-9, 12-15)                                                                                                  |
|                               |                |           | |
| Harumi Kohara                 | enkelspel (v)  | 17e       | 1ste ronde: vrij 2de ronde: V van INA Susanti: 0-2 (2-11, 2-11)                                                                                             |
| Hisako Mizui                  | enkelspel (v)  | 9e        | 1ste ronde: W van GER Ubben: 2-0 (11-4, 11-1) 2de ronde: W van INA Abdullah: 2-0 (11-5, 11-4) 3de ronde: V van KOR Bang: 0-2 (10-12, 1-11)                  |
| Harumi Kohara Hisuko Mizui    | dubbelspel (v) | 9e        | 1ste ronde: W van USA French/Kitzmiller: 2-0 (15-6, 15-12) 2de ronde: V van KOR Hwang/Chung: 0-2 (11-15, 2-15)                                              |
| Kimiko Jinnai Hisako Mori     | dubbelspel (v) | 9e        | 1ste ronde: W van DEN Dupont/Mogensen: 2-1 (14-18, 18-14, 2-10) 2de ronde: V van CHN Lin/Yao: 0-2 (7-15, 6-15)                                              |
| Tomomi Matsuo Kyoko Sasage    | dubbelspel (v) | 9e        | 1ste ronde: W van BUL Filipova/Koleva: 2-0 (15-1, 15-2) 2de ronde: V van INA Finarsih/Tampi: 0-2 (11-15, 8-15)                                              |

### Boksen
| Olympiër          | Onderdeel | Resultaat | Prestatie                                                                                     |
| ----------------- | --------- | --------- | --------------------------------------------------------------------------------------------- |
| Tadahiro Sasaki   | -48kg (m) | 9e        | 1ste ronde: W van CAN Figliomeni: 5-3 2de ronde: V van ROU Barbu: 7-10                        |
| Shigeyuki Dobashi | -60kg (m) | 9e        | 1ste ronde: W van JAM Leslie: 11-5 2de ronde: V van FRA Lorcy: scheidsrechterlijke beslissing |
| Masashi Kawakami  | -67kg (m) | 17e       | 1ste ronde: V van GBR Dodson: scheidsrechterlijke beslissing                                  |
| Hiroshi Nagashima | -71kg (m) | 17e       | 1ste ronde: V van ASA Masoe: scheidsrechterlijke beslissing                                   |

### Boogschieten
| Olympiër                                      | Onderdeel       | Resultaat | Prestatie                                                                        |
| --------------------------------------------- | --------------- | --------- | -------------------------------------------------------------------------------- |
| Kiyokazu Nishikawa                            | individueel (m) | 61e       | plaatsingsronde: 61ste met 1225 punten                                           |
| Naoto Oku                                     | individueel (m) | 47e       | plaatsingsronde: 47ste met 1253 punten                                           |
| Hiroshi Yamamoto                              | individueel (m) | 17e       | plaatsingsronde: 9de met 1308 punten 2de ronde: V van EUN Zabrodsky: 106-108     |
| Kiyokazu Nishikawa Naoto Oku Hiroshi Yamamoto | team (m)        | 9e        | plaatsingsronde: 13de met 3786 punten 2de ronde: V van Verenigde Staten: 225-243 |
|                                               |                 |           |                                                                                  |
| Reiko Fujita                                  | individueel (v) | 48e       | plaatsingsronde: 48ste met 1228 punten                                           |
| Yukiko Ikeda                                  | individueel (v) | 49e       | plaatsingsronde: 49ste met 1223 punten                                           |
| Keiko Nakagomi                                | individueel (v) | 47e       | plaatsingsronde: 47ste met 1229 punten                                           |
| Reiko Fujita Yukiko Ikeda Keiko Nakagomi      | team (v)        | 9e        | plaatsingsronde: 16de met 3680 punten 2de ronde: V van Zuid-Korea: 222-244       |

### Gewichtheffen
| Olympiër             | Onderdeel   | Resultaat | Prestatie                                                            |
| -------------------- | ----------- | --------- | -------------------------------------------------------------------- |
| Atsushi Irei         | -52kg (m)   | 9e        | trekken: 9de met 100 kg stoten: 10de met 122,5 kg totaal: 222,5 kg   |
| Hiroshi Watanabe     | -52kg (m)   | DNF       | trekken: geen geldige poging                                         |
| Katsuhisa Nitta      | -56kg (m)   | 13e       | trekken: 16de met 105 kg stoten: 5de met 140 kg totaal: 245 kg       |
| Katsuhiko Sakuma     | -56kg (m)   | 5e        | trekken: 4de met 120 kg stoten: 12de met 135 kg totaal: 255 kg       |
| Yosuke Muraki-Iwata  | -60kg (m)   | 11e       | trekken: 11de met 120 kg stoten: 12de met 150 kg totaal: 270 kg      |
| Kazuo Sato           | -60kg (m)   | 20e       | trekken: 19de met 115 kg stoten: 16de met 145 kg totaal: 250 kg      |
| Noriaki Horikoshi    | -67,5kg (m) | 9e        | trekken: 9de met 130 kg stoten: 7de met 165 kg totaal: 295 kg        |
| Hideo Mizuno         | -75kg (m)   | 21e       | trekken: 24ste met 137,5 kg stoten: 13de met 180 kg totaal: 317,5 kg |
| Ryoji Isaoka         | -82,5kg (m) | DNF       | trekken: 14de met 155 kg stoten: geen geldige poging                 |
| Yoshimitsu Nishimoto | -100kg (m)  | 8e        | trekken: 11de met 165 kg stoten: 8ste met 207,5 kg totaal: 372,5 kg  |

### Gymnastiek
| Olympiër                                                                                          | Onderdeel                | Resultaat | Prestatie                                                             |
| Ritmisch                                                                                          | Ritmisch                 | Ritmisch  | Ritmisch                                                              |
| ------------------------------------------------------------------------------------------------- | ------------------------ | --------- | --------------------------------------------------------------------- |
| Yukari Kawamoto                                                                                   | individueel (v)          | 37e       | kwalificatie: 37ste met 35,05 punten                                  |
| Miho Yamada                                                                                       | individueel (v)          | 18e       | kwalificatie: 18de met 36,40 punten                                   |
| Turnen                                                                                            |                          |           |                                                                       |
| Yutaka Aihara                                                                                     | sprong (m)               | 8e        | kwalificatie: 9de met 19,200 punten finale: 8ste met 9,450 punten     |
| Yutaka Aihara                                                                                     | vloer (m)                | 5e        | 9,737 punten                                                          |
| Yukio Iketani                                                                                     | vloer (m)                | Zilver    | 9,787 punten                                                          |
| Yoshiaki Hatakeda                                                                                 | paard met bogen (m)      | 6e        | kwalificatie: 10de met 19,400 punten finale: 6de met 9,775 punten     |
| Yukio Iketani                                                                                     | ringen (m)               | 7e        | kwalificatie: 8ste met 19,600 punten finale: 7de met 9,762 punten     |
| Masayuki Matsunaga                                                                                | brug (m)                 | Brons     | kwalificatie: 9de met 19,350 punten finale: 3de met 9,800 punten      |
| Daisuke Nishikawa                                                                                 | brug (m)                 | 8e        | kwalificatie: 9de met 19,350 punten finale: 8ste met 9,575 punten     |
| Yoshiaki Hatakeda                                                                                 | rekstok (m)              | 5e        | kwalificatie: 8ste met 19,400 punten finale: 5de met 9,787 punten     |
| Daisuke Nishikawa                                                                                 | rekstok (m)              | 5e        | kwalificatie: 5de met 19,475 punten finale: 5de met 9,787 punten      |
| Yutaka Aihara                                                                                     | individuele meerkamp (m) | 40e       | kwalificatie: 40ste met 114,975 punten                                |
| Takashi Chinen                                                                                    | individuele meerkamp (m) | 27e       | kwalificatie: 15de met 115,275 punten finale: 27ste met 56,675 punten |
| Yoshiaki Hatakeda                                                                                 | individuele meerkamp (m) | 13e       | kwalificatie: 12de met 115,300 punten finale: 13de met 57,475 punten  |
| Yukio Iketani                                                                                     | individuele meerkamp (m) | 23e       | kwalificatie: 9de met 115,450 punten finale: 23ste met 56,900 punten  |
| Masayuki Matsunaga                                                                                | individuele meerkamp (m) | 46e       | kwalificatie: 46ste met 114,325 punten                                |
| Daisuke Nishikawa                                                                                 | individuele meerkamp (m) | 39e       | kwalificatie: 39ste met 115,100 punten                                |
| Masayuki Matsunaga Daisuke Nishikawa Yutaka Aihara Takashi Chinen Yoshiaki Hatakeda Yukio Iketani | meerkamp team (m)        | Brons     | 578,250 punten                                                        |
|                                                                                                   |                          |           |                                                                       |
| Mari Kosuge                                                                                       | individuele meerkamp (v) | 17e       | 39,162 punten                                                         |
| Hanako Miura                                                                                      | individuele meerkamp (v) | 66e       |                                                                       |
| Kyoko Seo                                                                                         | individuele meerkamp (v) | 60e       |                                                                       |

### Honkbal
| Olympiër | Onderdeel | Resultaat | Prestatie |
| --- | --------- | --------- | --- |
| Shigeki Wakabayashi Katsumi Watanabe Yasunori Takami Akihiro Togo Koji Tokunaga Yasuhiro Sato Masanori Sugiura Kento Sugiyama Koichi Oshima Hiroyuki Sakaguchi Shinichi Sato Hiroshi Nakamoto Kazutaka Nishiyama Masafumi Nishi Hirotami Kojima Hiroki Kokubo Takashi Miwa Tomohito Ito Shinichiro Kawabata Masahito Kohiyama | mannen    | Brons     | groepsfase: 2de W van Puerto Rico: 9-0 W van Spanje: 12-1 V van Cuba: 2-8 W van Dominica: 17-0 W van Italië: 13-3 V van Chinees Taipei: 0-2 W van Verenigde Staten: 7-1 halve finale: V van Chinees Taipei: 2-5 bronzen finale: W van Verenigde Staten: 8-3 |

| Groepsfase: |                        |             |             |             |
| #           | Land                   | Wedstrijden | Wedstrijden | Wedstrijden |
| #           | Land                   | G           | W           | V           |
| 1           | Cuba                   | 7           | 7           | 0           |
| 2           | Japan                  | 7           | 5           | 2           |
| 3           | Chinees Taipei         | 7           | 5           | 2           |
| 4           | Verenigde Staten       | 7           | 5           | 2           |
| 5           | Puerto Rico            | 7           | 2           | 5           |
| 6           | Dominicaanse Republiek | 7           | 2           | 5           |
| 7           | Italië                 | 7           | 1           | 6           |
| 8           | Spanje                 | 7           | 1           | 6           |

| Ronde          | Datum     | Plaats           | Land | Score          | Land |
| -------------- | --------- | ---------------- | ---- | -------------- | ---- |
| Groepsfase     |           |                  |      |                |      |
| 26 juli        | Barcelona | Puerto Rico      | 0-9  | Japan          |      |
| 27 juli        | Barcelona | Japan            | 12-1 | Spanje         |      |
| 28 juli        | Barcelona | Japan            | 2-8  | Cuba           |      |
| 29 juli        | Barcelona | Dominica         | 0-17 | Japan          |      |
| 31 juli        | Barcelona | Japan            | 13-3 | Italië         |      |
| 1 augustus     | Barcelona | Japan            | 0-2  | Chinees Taipei |      |
| 2 augustus     | Barcelona | Verenigde Staten | 1-7  | Japan          |      |
| Halve finale   |           |                  |      |                |      |
| 3 augustus     | Barcelona | Japan            | 2-5  | Chinees Taipei |      |
| Bronzen finale |           |                  |      |                |      |
| 4 augustus     | Barcelona | Verenigde Staten | 3-8  | Japan          |      |

### Judo
| Olympiër         | Onderdeel | Resultaat | Prestatie |
| ---------------- | --------- | --------- | --- |
| Tadanori Koshino | -60kg (m) | Brons     | 1ste ronde: vrij 2de ronde: W van HUN Wágner: ippon 3de ronde: W van CHN Chen: ippon kwartfinale: W van AUT Hiptmair: ippon halve finale: V van EUN Huseynov: waza-ari bronzen finale: W van FRA Pradayrol                               |
| Kenji Maruyama   | -65kg (m) | 7e        | 1ste ronde: vrij 2de ronde: W van FRA Campargue: ippon 3de ronde: W van USA Pedro: yuko kwartfinale: V van CUB Hernández: koka herkansingen: W van ROU Pop: koka herkansingen 2: V van BEL Laats                                         |
| Toshihiko Koga   | -71kg (m) | Goud      | 1ste ronde: vrij 2de ronde: W van ESA Vargas: ippon 3de ronde: W van CHN Shi: waza-ari kwartfinale: W van POL Blach halve finale: W van GER Dott: ippon finale: W van HUN Hajtós                                                         |
| Toshihiko Koga   | -78kg (m) | Goud      | 1ste ronde: W van SUD Fadul: ippon 2de ronde: W van LIB Saikali: ippon 3de ronde: W van ARG García: ippon kwartfinale: W van ROU Ciupe: ippon halve finale: W van BEL Laats: ippon finale: W van USA Morris: koka                        |
| Hirotaka Okada   | -86kg (m) | Brons     | 1ste ronde: vrij 2de ronde: W van IND Dhanger: ippon 3de ronde: W van AUS Bacon: ippon kwartfinale: V van CAN Gill: waza-ari herkansingen: W van NED Spijkers: ippon herkansingen 2: W van KOR Yang bronzen finale: W van GER Lobenstein |
| Yasuhiro Kai     | -95kg (m) | 7e        | 1ste ronde: vrij 2de ronde: W van IOA Pantic: ippon 3de ronde: V van NED Meijer: yuko herkansingen: W van LTU Burba herkansingen 2: W van USA White herkansingen 3: V van EUN Sergeyev: ippon                                            |
| Naoya Ogawa      | +95kg (m) | Zilver    | 1ste ronde: W van GUM Hussain 2de ronde: W van KEN Obwoge: ippon kwartfinale: W van BEL Van Barneveld: ippon halve finale: W van FRA Douillet finale: V van EUN Khakhaleishvili                                                          |
|                  |           |           | |
| Ryoko Tani       | -48kg (v) | Zilver    | 1ste ronde: W van CUB Savón: yuko 2de ronde: W van BRA Rodrigues: ippon kwartfinale: W van CHN Li: ippon halve finale: W van GBR Briggs finale: V van FRA Nowak: koka                                                                    |
| Noriko Mizoguchi | -52kg (v) | Zilver    | 1ste ronde: W van PUR Boscarino: ippon 2de ronde: W van KOR Kim kwartfinale: W van ITA Giungi halve finale: W van NED Gal: ippon finale: V van ESP Muñoz: koka                                                                           |
| Chiyori Tateno   | -56kg (v) | Brons     | 1ste ronde: vrij 2de ronde: W van NED Marsman kwartfinale: V van ESP Blasco herkansingen: W van KOR Jeong: ippon herkansingen 2: W van POL Gontowicz-Szałas: koka bronzen finale: W van FRA Douillet: ippon                              |
| Takako Kobayashi | -61kg (v) | 20e       | 1ste ronde: V van ESP Gómez: yuko |
| Ryoko Fujimoto   | -66kg (v) | 16e       | 1ste ronde: vrij 2de ronde: V van CAN Greaves: koka |
| Yoko Tanabe      | -72kg (v) | Zilver    | 1ste ronde: vrij 2de ronde: W van ESP Curto: ippon kwartfinale: W van SWE Håkansson: ippon halve finale: W van NED de Kok: yuko finale: V van KOR Kim                                                                                    |
| Yoko Sakaue      | +72kg (v) | Brons     | 1ste ronde: W van BRA Andrade 2de ronde: W van USA Rosensteel: ippon kwartfinale: W van GER Weber: ippon halve finale: V van CHN Zhuang: ippon bronzen finale: W van POL Maksymow: ippon                                                 |

### Kanovaren
| Olympiër                        | Onderdeel     | Resultaat | Prestatie                                               |
| Slalom                          | Slalom        | Slalom    | Slalom                                                  |
| ------------------------------- | ------------- | --------- | ------------------------------------------------------- |
| Tsuyoshi Fujino                 | K-1 (m)       | 28e       | 119,95                                                  |
|                                 |               |           |                                                         |
| Hiroko Kobayashi                | K-1 (v)       | 23e       | 158,84                                                  |
| Sprint                          |               |           |                                                         |
| Katsuya Toyama Tsunehisa Uchino | C-2 500m (m)  | 15e       | serie 1: 8ste in 1.55,69 halve finale 1: 6de in 1.47,58 |
| Katsuya Toyama Tsunehisa Uchino | C-2 1000m (m) | 14e       | serie 2: 6de in 3.52,11 halve finale 1: 5de in 3.57,81  |
|                                 |               |           |                                                         |
| Miyuki Kobayashi Keiko Muto     | K-2 500m (m)  | 15e       | serie 2: 4de in 1.48,40 halve finale 1: 9de in 1.46,38  |

### Moderne vijfkamp
| Olympiër           | Onderdeel       | Resultaat | Prestatie   |
| ------------------ | --------------- | --------- | ----------- |
| Hiroshi Miyagahara | individueel (m) | 48e       | 4859 punten |

### Paardensport
| Olympiër                                                        | Onderdeel   | Resultaat | Prestatie                         |
| Dressuur                                                        | Dressuur    | Dressuur  | Dressuur                          |
| --------------------------------------------------------------- | ----------- | --------- | --------------------------------- |
| Yoshinaga Sakurai                                               | individueel | 41e       | Grand Prix: 41ste met 1435 punten |
| Eventing                                                        |             |           |                                   |
| Kojiro Goto                                                     | individueel | 36e       | 161,20 strafpunten                |
| Kazuhiro Iwatani                                                | individueel | 37e       | 163,20 strafpunten                |
| Yoshihiko Kowata                                                | individueel | 25e       | 135,80 strafpunten                |
| Eiki Miyazaki                                                   | individueel | 26e       | 137,80 strafpunten                |
| Kojiro Goto Kazuhiro Iwatani Yoshihiko Kowata Eiki Miyazaki     | team        | 7e        | 434,80 strafpunten                |
| Springconcours                                                  |             |           |                                   |
| Hirokazu Higashira                                              | individueel | 33e       | 17,50 strafpunten                 |
| Ryuzo Okuno                                                     | individueel | 39e       | 25,25 strafpunten                 |
| Hirosuke Tomizawa                                               | individueel | 49e       | 129,00 strafpunten                |
| Takashi Tomura                                                  | individueel | 38e       | 24,50 strafpunten                 |
| Hirokazu Higashira Ryuzo Okuno Hirosuke Tomizawa Takashi Tomura | team        | 13e       |                                   |

### Roeien
| Olympiër | Onderdeel       | Resultaat | Prestatie                                                                       |
| --- | --------------- | --------- | ------------------------------------------------------------------------------- |
| Mitsuru Kimura Kazuaki Mimoto | twee-zonder (m) | 18e       | serie 2: 5de in 7.25,20 herkansingen: 4de in 7.26,14 finale C: 6de in 7.17,93   |
| Michinori Iwaguro Hiroyoshi Matsui Masahiro Sakata Yasunori Tanabe Hiroshi Mitome Kazuhisa Yamani Takatoshi Iwatsuki Tadashi Abe Hidekazu Hayashi | acht (m)        | 13e       | serie 1: 5de in 5.42,97 herkansingen: 4de in 5.51,53 finale C: 1ste in 6.02,44  |
| |                 |           |                                                                                 |
| Nobuko Ota Miyuki Yamashita | twee-zonder (v) | 9e        | serie 3: 3de in 7.55,16 halve finale 2: 6de in 7.40,48 finale B: 3de in 7.26,51 |

### Schermen
| Olympiër          | Onderdeel  | Resultaat | Prestatie |
| ----------------- | ---------- | --------- | --- |
| Norikazu Tanabe   | degen (m)  | 51e       | 1ste ronde groep 7: 6de met 2 overwinningen 2de ronde: V van EUN Shuvalov: 0-5, 4-6 |
| Kinya Abe         | floret (m) | 35e       | 1ste ronde groep 9: 3de met 3 overwinningen 2de ronde: V van GBR Gosbee: 5-6, 0-5 |
| Hiroki Ichigatani | floret (m) | 33e       | 1ste ronde groep 7: 3de met 4 overwinningen 2de ronde: V van ESP García: 5-3, 0-5, 1-5 |
| Yoshihide Nagano  | floret (m) | 23e       | 1ste ronde groep 6: 4de met 2 overwinningen 2de ronde: W van USA Marx: 5-2, 5-3 3de ronde: V van POL Kiełpikowski: 2-5, 3-5 herkansingen: W van GBR McKenzie: 5-3, 5-0 herkansingen 2: V van HUN Érsek: 6-5, 3-5, 3-5 |
| Hiroshi Hashimoto | sabel (m)  | 41e       | 1ste ronde groep 6: 7de met 0 overwinningen |
|                   |            |           | |
| Yuko Takayanagi   | floret (v) | 33e       | 1ste ronde groep 1: 6de met 3 overwinningen 2de ronde: V van CAN Aubin: 0-5, 5-2, 5-6 |

### Schietsport
| Olympiër          | Onderdeel                  | Resultaat | Prestatie                                                                                     |
| ----------------- | -------------------------- | --------- | --------------------------------------------------------------------------------------------- |
| Ryohei Koba       | 10m luchtgeweer (m)        | 27e       | kwalificatie: 27ste met 584 punten                                                            |
| Masaru Yanagida   | 10m luchtgeweer (m)        | 18e       | kwalificatie: 18de met 587 punten                                                             |
| Ryohei Koba       | 50m geweer 3 houdingen (m) | Brons     | kwalificatie: 3de met 1171 punten (393-387-391) finale: 3de met 1265,9 punten                 |
| Akihiro Mera      | 50m geweer 3 houdingen (m) | 40e       | kwalificatie: 40ste met 1137 punten (394-370-373)                                             |
| Ryohei Koba       | 50m geweer liggend (m)     | 43e       | kwalificatie: 43ste met 588 punten                                                            |
| Akihiro Mera      | 50m geweer liggend (m)     | 26e       | kwalificatie: 26ste met 592 punten                                                            |
| Mamoru Inagaki    | 50m pistool (m)            | 37e       | kwalificatie: 37ste met 543 punten                                                            |
| Fumihisa Semizuki | 50m pistool (m)            | 20e       | kwalificatie: 20ste met 554 punten                                                            |
| Katsumasa Onishi  | 25m snelvuurpistool (m)    | 22e       | kwalificatie: 22ste met 579 punten (291-288)                                                  |
| Mamoru Inagaki    | 10m luchtpistool (m)       | 14e       | kwalificatie: 14de met 577 punten                                                             |
| Fumihisa Semizuki | 10m luchtpistool (m)       | 35e       | kwalificatie: 35ste met 570 punten                                                            |
|                   |                            |           |                                                                                               |
| Noriko Kosai      | 10m luchtgeweer (v)        | 37e       | kwalificatie: 37ste met 382 punten                                                            |
| Yoko Minamoto     | 10m luchtgeweer (v)        | 39e       | kwalificatie: 39ste met 381 punten                                                            |
| Noriko Kosai      | 50m geweer 3 houdingen (v) | 30e       | kwalificatie: 30ste met 576 punten (196-184-187)                                              |
| Yoko Minamoto     | 50m geweer 3 houdingen (v) | 34e       | kwalificatie: 34ste met 563 punten (193-183-187)                                              |
| Hisayo Chikusa    | 25m pistool (v)            | 36e       | kwalificatie: 36ste met 565 punten (289-276)                                                  |
| Hisayo Chikusa    | 10m luchtpistool (v)       | 31e       | kwalificatie: 31ste met 374 punten                                                            |
|                   |                            |           |                                                                                               |
| Soichiro Ito      | skeet                      | 33e       | kwalificatie: 33ste met 144 punten                                                            |
| Kazumi Watanbe    | trap                       | Zilver    | kwalificatie: 1ste met 148 punten halve finale: 3de met 195 punten finale: 2de met 219 punten |

### Schoonspringen
| Olympiër       | Onderdeel     | Resultaat | Prestatie                                                       |
| -------------- | ------------- | --------- | --------------------------------------------------------------- |
| Keita Kaneto   | 3m plank (m)  | 31e       | voorronde: 31ste met 295,74 punten                              |
| Isao Yamagishi | 3m plank (m)  | 21e       | voorronde: 21ste met 344,40 punten                              |
| Keita Kaneto   | 10m toren (m) | 8e        | voorronde: 7de met 391,05 punten finale: 8ste met 529,14 punten |
| Isao Yamagishi | 10m toren (m) | 18e       | voorronde: 18de met 331,23 punten                               |
|                |               |           |                                                                 |
| Yuki Motobuchi | 3m plank (v)  | 11e       | voorronde: 4de met 301,23 punten finale: 11de met 443,76 punten |
| Yuki Motobuchi | 10m toren (v) | 26e       | voorronde: 26ste met 239,01 punten                              |

### Synchroonzwemmen
| Olympiër                  | Onderdeel | Resultaat | Prestatie                                                           |
| ------------------------- | --------- | --------- | ------------------------------------------------------------------- |
| Fumiko Okuno              | solo      | Brons     | kwalificatie: 3de met 186,576 punten finale: 3de met 187,056 punten |
| Fumiko Okuno Aki Takayama | duet      | Brons     | kwalificatie: 3de met 186,068 punten finale: 3de met 186,868 punten |

### Tafeltennis
| Olympiër                           | Onderdeel      | Resultaat | Prestatie |
| ---------------------------------- | -------------- | --------- | --- |
| Kōji Matsushita                    | enkelspel (m)  | 17e       | groep K: 2de W van NGR Bankole: 2-0 V van CHN Wang: 1-2 W van KSA Hamdan: 2-0                                                                       |
| Hiroshi Shibutani                  | enkelspel (m)  | 17e       | groep O: 2de V van AUT Yi: 0-2 W van CUB Arado: 2-0 W van NZL Jackson: 2-0                                                                          |
| Takehiro Watanabe                  | enkelspel (m)  | 33e       | groep N: 3de V van PRK Kim: 0-2 V van GER Fetzner: 1-2 V van CHI Núñez: 0-2                                                                         |
| Kōji Matsushita Hiroshi Shibutani  | dubbelspel (m) | 9e        | groep C: 2de W van CHI Morales/NUnez: 2-0 V van GER Fetzner/Roßkopf: 0-2 W van FRA Chatelain/Chila: 2-0                                             |
| Kinjiro Nakamura Takehiro Watanabe | dubbelspel (m) | 17e       | groep E: 3de V van Onafhankelijk deelnemer Grujic/Lupulesku: 0-2 V van SWE Appelgren/Waldner: 0-2 W van IND Mehta/Ghorpade: 2-0                     |
|                                    |                |           | |
| Mika Hoshino                       | enkelspel (v)  | 9e        | groep L: 1ste W van EGY Meshref: 2-0 W van EUN Popova: 2-0 W van CUB Rodriguez: 2-0 2de ronde: V van CHN Chen: 0-3 (12-21, 11-21, 7-21)             |
| Rika Sato                          | enkelspel (v)  | 17e       | groep E: 2de W van GHA Opokua: 2-0 W van INA Augustin: 2-0 V van CHN Chen: 0-2                                                                      |
| Fumiyo Yamashita-Kaizu             | enkelspel (v)  | 9e        | groep P: 1ste W van EUN Timina: 2-1 W van PER González: 2-0 W van NGR Odumuso: 2-0 2de ronde: V van PRK Yu: 2-3 (10-21, 21-14, 21-19, 15-21, 11-21) |
| Yukino Matsumoto Rika Sato         | dubbelspel (v) | 9e        | groep B: 2de W van GHA Amankwaa/Opokuah: 2-0 W van ROU Badescu/Bogoslov: 2-1 V van CHN Deng/Qiao: 0-2                                               |
| Mika Hoshino Fumiyo Yamashita      | dubbelspel (v) | 9e        | groep H: 2de V van KOR Hong/Lee: 1-2 W van INA Dipoyanti/Agustin: 2-0 W van CUB Ramirez/Rodriguez: 2-0                                              |

### Tennis
| Olympiër                  | Onderdeel      | Resultaat | Prestatie                                                                                       |
| ------------------------- | -------------- | --------- | ----------------------------------------------------------------------------------------------- |
| Shuzo Matsuoka            | enkelspel (m)  | 33e       | 1ste ronde: V van ITA Furlan: 4-6, 3-6, 6-3, 4-6                                                |
|                           |                |           |                                                                                                 |
| Kimiko Date               | enkelspel (v)  | 17e       | 1ste ronde: W van CAN Simpson: 7-5, 6-1 2de ronde: V van BUL Maleeva: 2-6, 4-6                  |
| Mana Endo                 | enkelspel (v)  | 17e       | 1ste ronde: W van BUL Pampoulova: 7-6(4), 7-6(6) 2de ronde: V van ESP Vicario: 0-6, 1-6         |
| Naoko Sawamatsu           | enkelspel (v)  | 33e       | 1ste ronde: V van GER Huber: 0-6, 6-4, 2-6                                                      |
| Kimiko Date Maya Kidowaki | dubbelspel (v) | 9e        | 1ste ronde: W van KOR Kim/Lee: 5-2, opgave 2de ronde: V van TCH Novotná/Strnadová: 3-6, 6-7 (4) |

### Volleybal

#### Mannen
| Olympiër | Onderdeel | Resultaat | Prestatie |
| --- | --------- | --------- | --- |
| Takashi Narita Katsumi Kawano Yuichi Nakagaichi Akihiko Matsuda Masafumi Oura Tatsuya Ueta Masaji Ogino Katsuyuki Minami Shigeru Aoyama Junichi Kuriuzawa Hideyuki Otake Masayuki Izumikawa | zaal (m)  | 6e        | groep A: 4de W van Verenigde Staten: 3-1 (8-15, 15-11, 15-10, 15-13) V van Frankrijk: 2-3 (8-15, 15-9, 11-15, 15-10, 9-15) V van Italië: 0-3 (13-15, 7-15, 15-17) V van Spanje: 2-3 (8-15, 15-5, 17-15, 7-15, 13-15) W van Canada: 3-2 (11-15, 15-17, 15-11, 15-13, 15-10) kwartfinale: V van Brazilië: 0-3 (12-15, 5-15, 12-15) 5-8ste plek: W van Gezamenlijk team: 3-2 (15-8, 9-15, 15-13, 12-15, 17-16) 5-6de plek: V van Italië: 0-3 (2-15, 7-15, 13-15) |

| Groep A |                  |             |             |             |             |             |             |        |        |        |        |
| #       | Land             | Wedstrijden | Wedstrijden | Wedstrijden | Wedstrijden | Wedstrijden | Wedstrijden | Punten | Punten | Punten | Punten |
| #       | Land             | G           | W           | V           | SW          | SV          | SR          | SPW    | SPL    | Saldo  | Punten |
| 1       | Italië           | 5           | 4           | 1           | 13          | 5           | +8          | 253    | 192    | +61    | 8      |
| 2       | Verenigde Staten | 5           | 4           | 1           | 13          | 8           | +5          | 287    | 257    | +30    | 9      |
| 3       | Spanje           | 5           | 3           | 2           | 11          | 12          | −1          | 283    | 299    | −16    | 8      |
| 4       | Japan            | 5           | 2           | 3           | 10          | 12          | −2          | 277    | 291    | −14    | 7      |
| 5       | Canada           | 5           | 1           | 4           | 10          | 12          | −2          | 286    | 279    | +7     | 6      |
| 6       | Frankrijk        | 5           | 1           | 4           | 6           | 14          | −8          | 200    | 268    | −68    | 6      |

| Ronde       | Datum     | Plaats           | Land | Score            | Land |
| ----------- | --------- | ---------------- | ---- | ---------------- | ---- |
| Groepsfase  |           |                  |      |                  |      |
| 26 juli     | Barcelona | Japan            | 3-1  | Verenigde Staten |      |
| 28 juli     | Barcelona | Frankrijk        | 3-2  | Japan            |      |
| 30 juli     | Barcelona | Italië           | 3-0  | Japan            |      |
| 1 augustus  | Barcelona | Spanje           | 3-2  | Japan            |      |
| 3 augustus  | Barcelona | Japan            | 3-2  | Canada           |      |
| Kwartfinale |           |                  |      |                  |      |
| 5 augustus  | Barcelona | Japan            | 0-3  | Brazilië         |      |
| 5-8ste plek |           |                  |      |                  |      |
| 6 augustus  | Barcelona | Gezamenlijk team | 2-3  | Japan            |      |
| 5-6de plek  |           |                  |      |                  |      |
| 7 augustus  | Barcelona | Italië           | 3-0  | Japan            |      |

#### Vrouwen
| Olympiër | Onderdeel | Resultaat | Prestatie |
| --- | --------- | --------- | --- |
| Ichiko Sato Kumi Nakada Michiyo Ishikake Chieko Nakanishi Motoko Obayashi Yukiko Takahashi Ikuyo Namura Mika Yamauchi Asako Tajimi Tomoko Yoshihara Kiyoko Fukuda Kazumi Nakamura | zaal (v)  | 5e        | groep A: 3de W van Verenigde Staten: 3-2 (13-15, 15-11, 15-12, 8-15, 15-13) W van Spanje: 3-0 (15-9, 15-1, 15-6) V van Gezamenlijk team: 0-3 (13-15, 11-15, 11-15) kwartfinale: V van Brazilië: 1-3 (16-14, 13-15, 13-15, 9-15) 5-6de plek: W van Nederland: 3-1 (15-0, 11-15, 15-13, 15-10) |

| Groep A |                  |             |             |             |             |             |             |        |        |        |        |
| #       | Land             | Wedstrijden | Wedstrijden | Wedstrijden | Wedstrijden | Wedstrijden | Wedstrijden | Punten | Punten | Punten | Punten |
| #       | Land             | G           | W           | V           | SW          | SV          | SR          | SPW    | SPL    | Saldo  | Punten |
| 1       | Gezamenlijk team | 3           | 2           | 1           | 8           | 3           | + 5         | 158    | 101    | +57    | 5      |
| 2       | Verenigde Staten | 3           | 2           | 1           | 8           | 5           | +3          | 171    | 153    | +18    | 5      |
| 3       | Japan            | 3           | 2           | 1           | 6           | 5           | +1          | 146    | 127    | +29    | 5      |
| 4       | Spanje           | 3           | 0           | 3           | 0           | 9           | −9          | 41     | 135    | -94    | 3      |

| Ronde       | Datum     | Plaats           | Land | Score    | Land |
| ----------- | --------- | ---------------- | ---- | -------- | ---- |
| Groepsfase  |           |                  |      |          |      |
| 29 juli     | Barcelona | Verenigde Staten | 2-3  | Japan    |      |
| 31 juli     | Barcelona | Japan            | 3-0  | Spanje   |      |
| 1 augustus  | Barcelona | Gezamenlijk team | 3-0  | Japan    |      |
| Kwartfinale |           |                  |      |          |      |
| 4 augustus  | Barcelona | Japan            | 1-3  | Brazilië |      |
| 5-6de plek  |           |                  |      |          |      |
| 5 augustus  | Barcelona | Nederland        | 1-3  | Japan    |      |

### Wielersport
| Olympiër                                                       | Onderdeel                     | Resultaat | Prestatie |
| Baan                                                           | Baan                          | Baan      | Baan |
| -------------------------------------------------------------- | ----------------------------- | --------- | --- |
| Keiji Kojima                                                   | sprint (m)                    | 13e       | kwalificatie: 11de in 10,902 1ste ronde serie 6: 2de herkansingen: W van JAM Myers: 11,212 herkansingen 2: 3de                                    |
| Keiji Kojima                                                   | tijdrit (m)                   | 10e       | 1.05,994 |
| Masamitsu Ehara                                                | individuele achtervolging (m) | 15e       | kwalificatie: 16de in 4.44,412 kwartfinale: V van BEL Mathy: 4.41,287                                                                             |
| Hiroshi Daimon                                                 | puntenkoers (m)               | 11e       | serie 2: 11de met 12 punten finale: 11de met 14 punten                                                                                            |
| Yasuhiro Ando Masamitsu Ehara Naokiyo Hashisako Makio Madarame | ploegenachtervolging (m)      | 15e       | kwalificatie: 15de in 4.32,484 |
|                                                                |                               |           | |
| Mika Kuroki                                                    | sprint (v)                    | 7e        | kwalificatie: 10de in 12,513 1ste ronde serie 2: 2de herkansingen: W van VEN Larreal: 12,453 kwartfinale: V van NED Haringa: 0-2 5-8ste plek: 3de |
| Seiko Hashimoto                                                | individuele achtervolging (v) | 11e       | kwalificatie: 11de in 3.51,674 |
| Weg                                                            |                               |           | |
| Tomokazu Fujino                                                | wegwedstrijd (m)              | 21e       | 4:35.56 |
| Kozo Fujita                                                    | wegwedstrijd (m)              | 84e       | 5:02.11 |
| Mitsuteru Tanaka                                               | wegwedstrijd (m)              | DNF       | niet gefinisht |
|                                                                |                               |           | |
| Yumiko Suzuki                                                  | wegwedstrijd (v)              | 50e       | 2:29.22 |

### Worstelen
| Olympiër           | Onderdeel   | Resultaat   | Prestatie |
| Vrije stijl        | Vrije stijl | Vrije stijl | Vrije stijl |
| ------------------ | ----------- | ----------- | --- |
| Mitsuru Sato       | -52kg (m)   | 6e          | groep B: 3de V van KOR Kim: 3-5 W van FRA Bourdin: 7-3 W van ROU Corduneanu: 3-1 V van USA Jones: 5-9 5-6de plek: V van TUR Orel: walk-over                             |
| Mitsuru Sato       | -57kg (m)   | 11e         | groep B: 6de W van PAK Ahmed: 5-0 V van USA Cross: 0-5 V van CAN Dawson: 3-4                                                                                            |
| Takumi Adachi      | -62kg (m)   | 19e         | groep A: 10de V van ITA Schillaci: 1-2 V van GER Polky: 5-7 |
| Kosei Akaishi      | -68kg (m)   | Brons       | groep A: 2de W van HUN Elekes: 5-0 W van CUB Rodríguez: 1-0 W van ESP Barcia: 9-0 V van EUN Fadzaev: 1-3 W van TUR Özbaş: 3-0 bronzen finale: W van IRI Akbarnejad: 4-0 |
| Yoshihiko Hara     | -74kg (m)   | DSQ         | groep A: gediskwalificeerd |
| Atsushi Ito        | -82kg (m)   | 19e         | groep A: 10de V van EUN Zhabrailov: 0-7 V van HUN Dvorák: 0-8 |
| Akira Ota          | -90kg (m)   | 11e         | groep A: 6de W van NZL Parker: 3-2 G van ITA Lombardo: 0-0 V van USA Campbell: 0-4                                                                                      |
| Manabu Nakanishi   | -100kg (m)  | 15e         | groep A: 8ste V van EST Aavik: 0-2 V van KOR Kim: 1-8 |
| Tamon Honda        | -130kg (m)  | 11e         | groep A: 6de V van IRI Soleimani: 0-3 V van PUR Figueroa: 2-3 |
|                    |             |             | |
| Masanori Ohashi    | -48kg (m)   | 9e          | groep A: 5de W van MAR El-Aouad: 15-0 V van NOR Rønningen: 0-2 V van EUN Kucherenko: 2-7 9-10de plek: W van SYR Hassoun: walk-over                                      |
| Daisuke Hanahara   | -57kg (m)   | 19e         | groep A: 10de V van EUN Ignatenko: 0-3 V van HUN Sike: 1-8 |
| Shigeki Nishiguchi | -62kg (m)   | 11e         | groep A: 6de V van POL Zawadzki: 1-3 W van ISR Davidovich: 2-0 V van USA Lee: 4-5                                                                                       |
| Takumi Mori        | -68kg (m)   | 17e         | groep A: 9de V van POL Wolny: 0-1 V van EUN Dugushiev: 0-2 |
| Yasutoshi Moriyama | -90kg (m)   | 15e         | groep B: 8ste V van KOR Eom: 0-1 V van SWE Ljungberg: 0-5 |
| Takashi Nonomura   | -100kg (m)  | 13e         | groep A: 7de V van KOR Song: 0-3 V van ROU Ieremciuc: 0-5 |
| Kenichi Suzuki     | -130kg (m)  | 13e         | groep B: 7de V van CHN Tian: 0-4 V van GRE Poikilidis: 0-2 |

### Zeilen
| Olympiër                                             | Onderdeel | Resultaat | Prestatie                          |
| ---------------------------------------------------- | --------- | --------- | ---------------------------------- |
| Shinji Otsu Motohiro Hirobe                          | 470 (m)   | 12e       | 106,0 punten: (8-5-4-15-28-PMS-13) |
|                                                      |           |           |                                    |
| Yumiko Shige Alicia Kinoshita                        | 470 (v)   | 5e        | 53,7 punten: (4-1-8-5-10-13-3)     |
|                                                      |           |           |                                    |
| Kazunori Komatsu Yasuharu Fujiwara Hideaki Takashiro | soling    | 12e       | 80,0 punten: (17-19-13-13-1-13)    |

### Zwemmen
| Olympiër                                                  | Onderdeel             | Resultaat | Prestatie                                                 |
| --------------------------------------------------------- | --------------------- | --------- | --------------------------------------------------------- |
| Toshiaki Kurasawa                                         | 50m vrije slag (m)    | 47e       | serie 4: 2de in 24,61                                     |
| Tsutomu Nakano                                            | 50m vrije slag (m)    | DSQ       | serie 4: gediskwalificeerd                                |
| Tsutomu Nakano                                            | 100m vrije slag (m)   | 34e       | serie 7: 7de in 51,63                                     |
| Shigeo Ogata                                              | 100m vrije slag (m)   | 45e       | serie 4: 1ste in 52,74                                    |
| Toshiaki Kurasawa                                         | 200m vrije slag (m)   | 31e       | serie 5: 5de in 1.53,75                                   |
| Shigeo Ogata                                              | 200m vrije slag (m)   | 30e       | serie 5: 4de in 1.53,42                                   |
| Masashi Kato                                              | 400m vrije slag (m)   | 33e       | serie 2: 4de in 4.00,66                                   |
| Shigeo Ogata                                              | 400m vrije slag (m)   | 24e       | serie 3: 2de in 3.57,91                                   |
| Masashi Kato                                              | 1500m vrije slag (m)  | 16e       | serie 3: 5de in 15.40,94                                  |
| Hajime Itoi                                               | 100m rugslag (m)      | 4e        | serie 5: 4de in 56,18 finale B: 4de in 56,64              |
| Keita Soraoka                                             | 100m rugslag (m)      | 27e       | serie 4: 4de in 57,64                                     |
| Hajime Itoi                                               | 200m rugslag (m)      | 4e        | serie 5: 2de in 1.59,95 finale: 4de in 1.59,52            |
| Keita Soraoka                                             | 200m rugslag (m)      | 20e       | serie 4: 5de in 2.03,10                                   |
| Akira Hayashi                                             | 100m schoolslag (m)   | 4e        | serie 5: 1ste in 1.01,76 finale: 4de in 1.01,86           |
| Kenji Watanabe                                            | 100m schoolslag (m)   | 18e       | serie 4: 4de in 57,64                                     |
| Akira Hayashi                                             | 200m schoolslag (m)   | 7e        | serie 7: 3de in 2.14,61 finale: 8ste in 2.15,11           |
| Kenji Watanabe                                            | 200m schoolslag (m)   | 7e        | serie 5: 2de in 2.14,35 finale: 7de in 2.14,70            |
| Keiichi Kawanaka                                          | 100m vlinderslag (m)  | 20e       | serie 6: 3de in 55,18                                     |
| Tomohiro Miyoshi                                          | 100m vlinderslag (m)  | 34e       | serie 5: 5de in 55,98                                     |
| Keiichi Kawanaka                                          | 200m vlinderslag (m)  | 20e       | serie 5: 4de in 1.59,96 finale: 5de in 1.58,97 (NR)       |
| Tomohiro Miyoshi                                          | 200m vlinderslag (m)  | 17e       | serie 5: 7de in 2.01,27                                   |
| Takahiro Fujimoto                                         | 200m wisselslag (m)   | 15e       | serie 6: 5de in 2.04,89 finale B: 7de in 2.07,74          |
| Tatsuya Kinugasa                                          | 200m wisselslag (m)   | 13e       | serie 8: 4de in 2.03,32 finale B: 5de in 2.04,29          |
| Takahiro Fujimoto                                         | 400m wisselslag (m)   | 8e        | serie 4: 4de in 4.20,07 finale: 8ste in 4.23,80           |
| Toshiaki Kurasawa                                         | 400m wisselslag (m)   | DSQ       | serie 3: gediskwalificeerd                                |
| Hajime Itoi Akira Hayashi Keiichi Kawanaka Tsutomu Nakano | 4x100m wisselslag (m) | 8e        | serie 1: 3de in 3.43,88 (NR) finale: 8ste in 3.43,25 (NR) |
|                                                           |                       |           |                                                           |
| Shina Matsudo                                             | 50m vrije slag (v)    | 34e       | serie 3: 4de in 27,36                                     |
| Ayako Nakano                                              | 50m vrije slag (v)    | 20e       | serie 5: 7de in 26,74                                     |
| Suzu Chiba                                                | 100m vrije slag (v)   | 9e        | serie 5: 3de in 56,26 finale B: 1ste in 55,97 (NR)        |
| Ayako Nakano                                              | 100m vrije slag (v)   | 22e       | serie 4: 6de in 57,71                                     |
| Suzu Chiba                                                | 200m vrije slag (v)   | 9e        | serie 5: 3de in 2.00,96 finale: 6de in 2.00,64 (NR)       |
| Yoko Koikawa                                              | 200m vrije slag (v)   | 17e       | serie 5: 6de in 2.03,32                                   |
| Suzu Chiba                                                | 400m vrije slag (v)   | 8e        | serie 5: 5de in 4.13,85 finale: 8ste in 4.15,71           |
| Noriko Inada                                              | 100m rugslag (v)      | 12e       | serie 6: 5de in 1.03,21 finale B: 4de in 1.03,42          |
| Yoko Koikawa                                              | 100m rugslag (v)      | 8e        | serie 6: 3de in 1.02,83 finale: 8ste in 1.03,23           |
| Noriko Inada                                              | 200m rugslag (v)      | 15e       | serie 5: 5de in 2.14,74 finale B: 7de in 2.17,68          |
| Junko Torikai                                             | 200m rugslag (v)      | 11e       | serie 5: 6de in 2.16,13 finale B: 3de in 2.15,20          |
| Kyoko Iwasaki                                             | 100m schoolslag (v)   | 13e       | serie 6: 5de in 1.11,00 finale B: 5de in 1.11,16          |
| Kyoko Kasuya                                              | 100m schoolslag (v)   | 17e       | serie 5: 6de in 1.11,60                                   |
| Kyoko Iwasaki                                             | 200m schoolslag (v)   | Goud      | serie 5: 2de in 2.27,78 (NR) finale: 1ste in 2.26,65 (OR) |
| Kyoko Kasuya                                              | 200m schoolslag (v)   | 13e       | serie 3: 5de in 2.32,55 finale B: 5de in 2.32,97          |
| Yoko Kando                                                | 100m vlinderslag (v)  | 11e       | serie 6: 5de in 1.01,56 finale B: 3de in 1.01,32          |
| Rie Shito                                                 | 100m vlinderslag (v)  | 8e        | serie 6: 3de in 1.01,04 finale: 8ste in 1.01,16           |
| Mika Haruna                                               | 200m vlinderslag (v)  | 4e        | serie 4: 1ste in 2.11,21 finale: 4de in 2.09,88           |
| Rie Shito                                                 | 200m vlinderslag (v)  | 5e        | serie 3: 1ste in 2.11,00 finale: 5de in 2.10,24           |
| Hideko Hiranaka                                           | 200m wisselslag (v)   | 9e        | serie 4: 4de in 2.18,13 finale B: 1ste in 2.18,47         |
| Eri Kimura                                                | 200m wisselslag (v)   | 12e       | serie 4: 5de in 2.18,63 finale B: 4de in 2.18,91          |
| Hideko Hiranaka                                           | 400m wisselslag (v)   | 5e        | serie 3: 4de in 4.47,92 finale: 5de in 4.46,24            |
| Eri Kimura                                                | 400m wisselslag (v)   | 7e        | serie 3: 2de in 4.46,17 finale: 7de in 4.47,78            |
| Ayako Nakano Yoko Koikawa Shina Matsudo Suzu Chiba        | 4x100m vrije slag (v) | 10e       | serie 1: 5de in 3.49,91                                   |
| Yoko Koikawa Kyoko Iwasaki Yoko Kando Suzu Chiba          | 4x100m wisselslag (v) | 7e        | serie 3: 2de in 4.11,48 (NR) finale: 7de in 4.09,92 (NR)  |

Albanië · Algerije · Amerikaanse Maagdeneilanden · Amerikaans-Samoa · Andorra · Angola · Antigua en Barbuda · Argentinië · Aruba · Australië · Bahama's · Bahrein · Bangladesh · Barbados · België · Belize · Benin · Bermuda · Bhutan · Bolivia · Bosnië en Herzegovina · Botswana · Brazilië · Britse Maagdeneilanden · Bulgarije · Burkina Faso · Canada · Centraal-Afrikaanse Republiek · Chili · China · Chinees Taipei · Colombia · Congo-Brazzaville · Cookeilanden · Costa Rica · Cuba · Cyprus · Denemarken · Djibouti · Dominicaanse Republiek · Duitsland · Ecuador · Egypte · El Salvador · Equatoriaal-Guinea · Estland · Ethiopië · Fiji · Filipijnen · Finland · Frankrijk · Gabon · Gambia · Gezamenlijk team · Ghana · Grenada · Griekenland · Groot-Brittannië · Guam · Guatemala · Guinee · Guyana · Haïti · Honduras · Hongarije · Hongkong · Ierland · IJsland · India · Indonesië · Irak · Iran · Israël · Italië · Ivoorkust · Jamaica · Japan · Jemen · Jordanië · Kaaimaneilanden · Kameroen · Kenia · Koeweit · Kroatië · Laos · Lesotho · Letland · Libanon · Libië · Liechtenstein · Litouwen · Luxemburg · Madagaskar · Malawi · Malediven · Maleisië · Mali · Malta · Marokko · Mauritanië · Mauritius · Mexico · Monaco · Mongolië · Mozambique · Myanmar · Namibië · Nederland · Nederlandse Antillen · Nepal · Nicaragua · Nieuw-Zeeland · Niger · Nigeria · Noord-Korea · Noorwegen · Oeganda · Oman · Oostenrijk · Pakistan · Panama · Papoea-Nieuw-Guinea · Paraguay · Peru · Polen · Portugal · Puerto Rico · Qatar · Roemenië · Rwanda · Saint Vincent‑Grenadines · Salomonseilanden · Samoa · San Marino · Saoedi-Arabië · Senegal · Seychellen · Sierra Leone · Singapore · Slovenië · Soedan · Spanje · Sri Lanka · Suriname · Swaziland · Syrië · Tanzania · Thailand · Togo · Tonga · Trinidad en Tobago · Tsjaad · Tsjecho-Slowakije · Tunesië · Turkije · Uruguay · Vanuatu · Venezuela · Verenigde Arabische Emiraten · Verenigde Staten · Vietnam · Zaïre · Zambia · Zimbabwe · Zuid-Afrika · Zuid-Korea · Zweden · Zwitserland · Onafhankelijke olympische deelnemers